# Chemin de Fer Touristique du Sud des Ardennes
De Chemin de fer touristique du sud des Ardennes (CFTSA) is een Franse toeristische spoorwegmaatschappij gevestigd in Attigny. De spoorwegmaatschappij beheert het traject tussen Amagne-Lucquy en Challerange.

## Treindienst

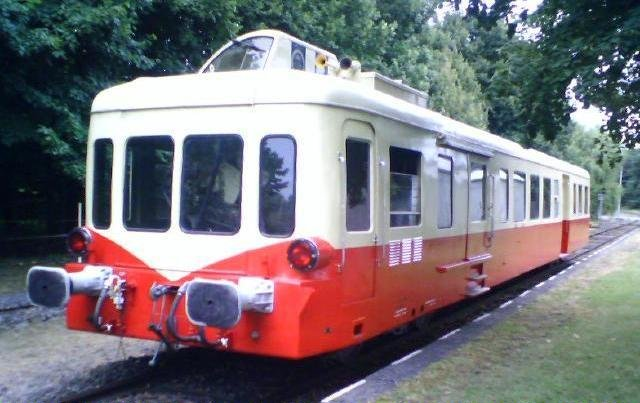
Een X 3943 van de CFTSA

De spoorwegmaatschappij exploiteert het 40 kilometer lange traject tussen Amagne-Lucquy en Challerange. In juli en augustus vinden er elke woensdag en zondag ritten plaats tussen Amagne-Lucquy en Attigny.